# Левая Поделга

Левая Поделга — река в России, протекает в Томской области. Устье реки находится в 85 км по левому берегу реки Поделга. Длина реки составляет 79 км, площадь водосборного бассейна 576 км². В 27 км от устья впадает приток — Таёжная.

## Данные водного реестра
По данным государственного водного реестра России относится к Верхнеобскому бассейновому округу, водохозяйственный участок реки — Обь от впадения реки Васюган до впадения реки Вах, речной подбассейн реки — Васюган. Речной бассейн реки — (Верхняя) Обь до впадения Иртыша.